# Parc des expositions de Penfeld
Le Parc des expositions de Penfeld, également appelé Brest Expo, est un espace modulable de 14 000 m2, permettant la tenue de salons, expositions, spectacles, concerts (capacité jusqu'à 12 000 personnes), congrès, conventions, conférences, assemblées générales... Ce complexe multifonction est situé sur les rives de la Penfeld, à 10 minutes du centre-ville de Brest.
Le hall 1 fait 8 250 m2 sans poteau et 9 m de hauteur. Le hall 2 possède 3 600 m2 au rez-de-chaussée et 2 200 m2 à l'étage, extensible de 900 m2.

## Localisation
Situé au sud-est de la commune de Guilers, le Parc des Expositions se trouve à l'embouchure de la Penfeld, dans un espace boisé en haute vallée de la rivière. En voiture, il se situe à 10 min du centre ville, à 15 min de l'aéroport international de Brest (Guipavas) et à 15 min de la gare centrale SNCF.

### Accès
Le Parc des Expositions est desservi par :
- la ligne de bus 12 du réseau Bibus

L'accès routier peut s'effectuer :
- Depuis le Nord (Saint-Renan) par la route de Brest ;
- Depuis l'Ouest par le boulevard de l'Europe.

## Organisation générale
Penfeld, construit en 1972, est un équipement d'agglomération d'intérêt communautaire dont la Communauté Urbaine de Brest a la charge depuis le 1er janvier 2001. La Sopab, société dépendante de la collectivité, renommée en 2011 Brest'aim, est responsable du parc des expositions depuis les années 1970, dans le cadre d'un contrat d'affermage.
Le Parc de Penfeld a pour vocation d'accueillir différentes manifestations, soit principalement : des congrès, des événements sportifs, des manifestations thématiques comme lors des salons (habitat, vins, gastronomie, tourisme, orientation, jeux vidéo, art, mer...) et des spectacles, notamment au moment de Noël (cirques, American Lunapark). Il accueille en moyenne 400 000 visiteurs par an.

### Infrastructures

Logo historique

Le parc de Penfeld dispose d'une surface totale de 9 hectares, dont 13 000 m2 sont couverts et 8 hectares sont en plein air.
Il offre deux halls :
- Hall 1 : 8 250 m2 sans poteau, 9 m de hauteur et une cage de scène de 13 m
- Hall 2 : 3 600 m2 au rez-de-chaussée et 2 200 m2 à l'étage, extensible de 900 m2

Ainsi que :
- 3 500 places de parking (6 espaces)
- un espace billetterie rénové en 2013
- des salons de restauration et des espaces de cuisine
- du matériel en location (chaises, tables, tribunes, podiums...)
- des prestations de services[7]

## Événements
Le parc de Penfeld accueille les tournées d'artistes nationaux et plus rarement internationaux. En septembre 2014, l'ouverture de la Brest Arena, salle d'une capacité d'accueil de 5 000 personnes, limite l'activité concerts aux productions supérieures à 5 000 personnes (jusqu'à 12 000).

### Événements importants
- 1980-1981 : concerts d'AC/DC[9]
- 2001 : L'Odyssée des Enfoirés[10]
- 7 février 2002 : Drame de la Penfeld lors d'une soirée étudiante décès de 5 étudiants et de nombreux blessés par mouvement de foule
- 2007 : concerts de Deep Purple, Alan Stivell, Renaud, Michel Sardou, Diam's, Yannick Noah, Excalibur 2
- 2008 : Tour de France 2008 (Brest ville départ de la course le 5 juillet)
- 2010 : Match de Coupe de la Ligue française de handball féminin[11]
- 3 décembre 2011 : Élection de Miss France 2012 (TF1)[12]
- 2011-2014 : Tournées Âge tendre et tête de bois
- 2012 : concerts de Johnny Hallyday, Scorpions, Sexion d'Assaut, M Pokora, The Cranberries...
- 2012-2013 : Tournées RFM Party 80
- 2013 : concerts de Indochine, The Voice, Patrick Bruel, Australian Pink Floyd...
- 2014 : concerts de Nolwenn Leroy, Stromae, Tal, Sacrée Soirée...
- 2016 : concert de Johnny Hallyday